# Емі Фаріна
Емі Фаріна (англ. Amy Farina) — американська музикантка, співачка.

## Кар'єра
Емі Фаріна була учасницею гуртів: The Warmers (водночас у гурті брав участь Алек Маккей), Mister Candy Eater, Ted Leo & the Pharmacists, та виступала разом з Lois Maffeo. 

### The Evens
Емі Фаріна та Ян Маккей заснували The Evens у 2001 році. Фаріна співає та грає на барабанах, а Маккей грає на баритон-гітарі та підспівує. 
На початку 2005 року The Evens випустили однойменний альбом. Другий альбом, Get Evens, вийшов у листопаді 2006 року. Останній альбом, The Odds, був випущений 20 листопада 2012 року.

### Coriky
У 2015 році Фаріна та Маккей почали співпрацювати з Joe Lally (Fugazi, The Messthetics). У 2018 році був утворениц гурт Coriky. На початку 2020 року Coriky випустив дві пісні: Clean Kill, Too Many Husbands, пісні розповсюджувались через безкоштовні стрімінгові сервіси. 12 червня 2020 року було випущено однойменний альбом гурту Coriky.

## Особисте життя
Емі Фаріна одружена з Яном Маккеєм. У 2008 році вона народила дитину. Мешкає у Вашингтоні. 
У Емі є брат Geoff Farina (виступає в гурті Karate).